# Chen Yueling
Chen Yueling   (Tieling, 1 d'abril de 1968) és una atleta xinesa de naixement, però nacionalitzada estatunidenca el maig de 2000, que va competir entre finals de la dècada de 1980 i començaments del segle XXI.
El 1992 va prendre part en els Jocs Olímpics d'Estiu de Barcelona, on guanyà la medalla d'or en els 10 km marxa del programa d'atletisme. Aquesta cursa de marxa atlètica femenina era la primera vegada que es disputava en uns Jocs Olímpics, per la qual cosa Yueling té l'honor de ser la primera marxadora en guanyar una medalla d'or. La cursa fou molt igualada i s'arribà als darrers 200 metres amb dues marxadores igualades, Yueling i Alina Ivanova. Ivanova accelerà el ritme i entrà primera a la línia de meta, però poc després fou desqualificada per irregularitats en la marxa. El 2000, ja com a atleta estatunidenca, va disputar els Jocs de Sydney, on fou trenta-vuitena en els 20 km marxa del programa d'atletisme.
En el seu palmarès també destaca una medalla d'or al Campionat d'Àsia d'atletisme de 1989 i als Jocs Asiàtics de 1990. A les Universíades de 1991 guanyà la medalla de plata, sempre en els 10 quilòmetres marxa. A nivell nacional destaquen els campionats xinesos de 1989 i 1991 en els 10 quilòmetres marxa.